# Persone di cognome Phillips
| Questa pagina contiene informazioni ricavate automaticamente dalle voci biografiche con l'ausilio del template Bio e di un bot. L'aggiornamento è periodico e automatico e ricostruisce completamente la pagina. Se manca una persona in questa lista, sei pregato di non aggiungerla, ma accertati piuttosto che la sua voce biografica contenga il template Bio e che i dati anagrafici siano correttamente compilati. Se il template Bio manca, inseriscilo tu stesso o, in alternativa, metti l'avviso {{tmp\|Bio}} che ne segnala la mancanza. Se i dati riportati sono sbagliati, correggi direttamente la voce biografica; le modifiche saranno visibili in questa lista entro pochi giorni. Per chiarimenti vedi il progetto antroponimi. La lista contiene solo le 163 persone che sono citate nell'enciclopedia e per le quali è stato implementato correttamente il template Bio. Pagina aggiornata al 23 lug 2025. |

Questa è una lista di persone presenti nell'enciclopedia che hanno il cognome Phillips, suddivise per attività principale.

## Allenatori di calcio(4)
- David Phillips, allenatore di calcio e ex calciatore gallese (Wegberg, n. 1963)
- Jimmy Phillips, allenatore di calcio e ex calciatore inglese (Bolton, n. 1966)
- Kevin Phillips, allenatore di calcio e ex calciatore inglese (Hitchin, n. 1973)
- Lincoln Phillips, allenatore di calcio e ex calciatore trinidadiano (Port of Spain, n. 1941)

## Allenatori di football americano(1)
- Wade Phillips, allenatore di football americano statunitense (Orange, n. 1947)

## Allenatori di pallacanestro(1)
- Sullivan Phillips, allenatore di pallacanestro e ex cestista bermudiano (Los Angeles, n. 1979)

## Ammiragli(1)
- Thomas Phillips, ammiraglio britannico (Falmouth, n. 1888 - Kuantan, † 1941)

## Arcivescovi cattolici(1)
- Philip Phillips, arcivescovo cattolico irlandese (Irlanda, n. 1716 - Clonmore, † 1787)

## Arpiste(1)
- Edna Phillips, arpista statunitense (Reading, n. 1907 - † 2003)

## Artisti(1)
- Peter Phillips, artista britannico (Birmingham, n. 1939 - † 2025)

## Astronauti(1)
- John Lynch Phillips, ex astronauta statunitense (Fort Belvoir, n. 1951)

## Attori(17)
- Anton Phillips, attore britannico (n. 1943)
- Augustus Phillips, attore statunitense (Rensselaer, n. 1874 - Londra, † 1944)
- Barney Phillips, attore statunitense (Saint Louis, n. 1913 - Los Angeles, † 1982)
- Conrad Phillips, attore inglese (Londra, n. 1925 - Chippenham, † 2016)
- Derek Phillips, attore statunitense (Miami, n. 1976)
- Eddie Phillips, attore statunitense (Filadelfia, n. 1899 - North Hollywood, † 1965)
- Edwin R. Phillips, attore e regista statunitense (Providence, n. 1872 - New York, † 1915)
- Ethan Phillips, attore statunitense (Garden City, n. 1955)
- Graham Phillips, attore statunitense (Norwalk, n. 1993)
- Gregory Phillips, attore e cantante britannico (Hitchin, n. 1948)
- Jeff Daniel Phillips, attore statunitense (Chicago, n. 1968)
- Jonathan Phillips, attore inglese (Londra, n. 1963)
- Joseph C. Phillips, attore statunitense (Denver, n. 1962)
- Leslie Phillips, attore britannico (Tottenham, n. 1924 - Londra, † 2022)
- Lou Diamond Phillips, attore statunitense (Baia di Subic, n. 1962)
- Nathan Phillips, attore australiano (Sunbury, n. 1980)
- Zane Phillips, attore statunitense (Denver, n. 1993)

## Attrici(10)
- Anna Lise Phillips, attrice australiana (n. 1975)
- Bijou Phillips, attrice, modella e cantante statunitense (Greenwich, n. 1980)
- Dorothy Phillips, attrice statunitense (Baltimora, n. 1889 - Woodland Hills, † 1980)
- Siân Phillips, attrice britannica (Gwaun-Cae-Gurwen, n. 1933)
- Julianne Phillips, attrice e ex modella statunitense (Chicago, n. 1960)
- Kate Phillips, attrice britannica (Esher, n. 1989)
- Mackenzie Phillips, attrice statunitense (Alexandria, n. 1959)
- Sally Phillips, attrice britannica (Hong Kong, n. 1969)
- Sam Phillips, attrice, modella e produttrice cinematografica statunitense (Savage, n. 1966)
- Wendy Phillips, attrice, produttrice cinematografica e insegnante statunitense (Brooklyn, n. 1952)

## Attrici pornografiche(1)
- Lauren Phillips, attrice pornografica statunitense (Atlantic City, n. 1987)

## Autrici televisivi(1)
- Irna Phillips, autrice televisiva statunitense (Chicago, n. 1901 - Chicago, † 1973)

## Avvocati(2)
- Nicholas Phillips, avvocato e giudice britannico (n. 1938)
- Wendell Phillips, avvocato, oratore e attivista statunitense (Boston, n. 1811 - Boston, † 1884)

## Bassisti(1)
- Ricky Phillips, bassista statunitense (Mount Pleasant, n. 1953)

## Batteristi(2)
- Scott Phillips, batterista statunitense (Madison, n. 1973)
- Simon Phillips, batterista britannico (Londra, n. 1957)

## Calciatori(15)
- Ashley Phillips, calciatore inglese (Salford, n. 2005)
- Daniel Phillips, calciatore inglese (Enfield, n. 2001)
- Demar Phillips, ex calciatore giamaicano (Kingston, n. 1983)
- Dillon Phillips, calciatore inglese (Londra, n. 1995)
- Ted Phillips, calciatore inglese (Gromford, n. 1933 - † 2018)
- Kalvin Phillips, calciatore inglese (Leeds, n. 1995)
- Killian Phillips, calciatore irlandese (San Diego, n. 2002)
- Leighton Phillips, ex calciatore britannico (Neath, n. 1949)
- Len Phillips, calciatore inglese (Shoreditch, n. 1922 - Portsmouth, † 2011)
- Marcus Phillips, ex calciatore inglese (Trowbridge, n. 1973)
- Mark Phillips, ex calciatore inglese (Lambeth, n. 1982)
- Matt Phillips, calciatore inglese (Aylesbury, n. 1991)
- Nathaniel Phillips, calciatore inglese (Bolton, n. 1997)
- Ricardo Phillips, ex calciatore panamense (Panama, n. 1975)
- Steve Phillips, ex calciatore inglese (Edmonton, n. 1954)

## Cantanti(1)
- Chynna Phillips, cantante e attrice statunitense (Los Angeles, n. 1968)

## Cantautori(6)
- Utah Phillips, cantautore e attivista statunitense (Cleveland, n. 1935 - Nevada City, † 2008)
- Grant-Lee Phillips, cantautore e musicista statunitense (Stockton, n. 1963)
- John Phillips, cantautore statunitense (Parris Island, n. 1935 - Los Angeles, † 2001)
- Phillip Phillips, cantautore statunitense (Albany, n. 1990)
- Shawn Phillips, cantautore statunitense (Fort Worth, n. 1943)
- Steve Phillips, cantautore e musicista britannico (Londra, n. 1948)

## Cantautrici(2)
- Gretchen Phillips, cantautrice e musicista statunitense (Galveston, n. 1963)
- Sam Phillips, cantautrice, compositrice e attrice statunitense (Glendale, n. 1962)

## Cavalieri(1)
- Mark Phillips, cavaliere e ex atleta britannico (Cirencester, n. 1948)

## Cestiste(6)
- Ta'Shia Phillips, ex cestista statunitense (Indianapolis, n. 1989)
- Carole Phillips, ex cestista statunitense (Hamburg, n. 1941)
- Erin Phillips, ex cestista e allenatrice di pallacanestro australiana (Melbourne, n. 1985)
- Krista Phillips, ex cestista canadese (Saskatoon, n. 1988)
- Porsha Phillips, ex cestista statunitense (Raleigh, n. 1988)
- Tari Phillips, ex cestista statunitense (Orlando, n. 1968)

## Cestisti(12)
- Bill Phillips, ex cestista francese (Nizza, n. 1979)
- Gene Phillips, ex cestista statunitense (Livingston, n. 1948)
- Mike Phillips, cestista statunitense (Akron, n. 1956 - Madisonville, † 2015)
- Eddie Phillips, ex cestista statunitense (Birmingham, n. 1961)
- Gary Phillips, cestista statunitense (Quincy, n. 1939 - Austin, † 2025)
- Johnny Phillips, ex cestista statunitense (Fort Worth, n. 1979)
- Julian Phillips, cestista statunitense (Killeen, n. 2003)
- Marshall Phillips, ex cestista statunitense (Atlanta, n. 1975)
- Marvin Phillips, cestista statunitense (Jacksonville, n. 1983)
- Mike Phillips, cestista statunitense (Fredericksburg, n. 1990)
- Orlando Phillips, ex cestista statunitense (San Francisco, n. 1960)
- Rashad Phillips, ex cestista statunitense (Detroit, n. 1978)

## Chitarristi(1)
- Anthony Phillips, chitarrista, polistrumentista e compositore britannico (Londra, n. 1951)

## Compositori(1)
- Stu Phillips, compositore e direttore d'orchestra statunitense (n. 1929)

## Contrabbassisti(1)
- Barre Phillips, contrabbassista statunitense (San Francisco, n. 1934 - Las Cruces, † 2024)

## Contralti(1)
- Adelaide Phillipps, contralto britannico (Bristol, n. 1833 - Karlsbad, † 1882)

## Coreografe(1)
- Arlene Phillips, coreografa britannica (Prestwich, n. 1943)

## Danzatori su ghiaccio(1)
- Michael Phillips, danzatore su ghiaccio britannico († 2016)

## Direttori della fotografia(1)
- Frank V. Phillips, direttore della fotografia statunitense (San Bernardino, n. 1912 - Prescott, † 1994)

## Disc jockey(1)
- Pete Rock, disc jockey, produttore discografico e rapper statunitense (New York, n. 1970)

## Economisti(1)
- Alban William Phillips, economista neozelandese (Ta Rehunga, n. 1914 - Auckland, † 1975)

## Fisici(1)
- William Phillips, fisico statunitense (Wilkes-Barre, n. 1948)

## Geologi(2)
- John Phillips, geologo britannico (Marden, n. 1800 - Oxford, † 1874)
- William Phillips, geologo britannico (Londra, n. 1775 - † 1828)

## Giocatori di baseball(2)
- Brandon Phillips, giocatore di baseball statunitense (Raleigh, n. 1981)
- Brett Phillips, giocatore di baseball statunitense (Seminole, n. 1994)

## Giocatori di football americano(12)
- Adrian Phillips, giocatore di football americano statunitense (Garland, n. 1992)
- Andru Phillips, giocatore di football americano statunitense (Mauldin, n. 2001)
- Del'Shawn Phillips, giocatore di football americano statunitense (Highland Park, n. 1996)
- Jacob Phillips, giocatore di football americano statunitense (Nashville, n. 1999)
- Jaelan Phillips, giocatore di football americano statunitense (Redlands, n. 1999)
- Jermaine Phillips, giocatore di football americano statunitense (Roswell, n. 1979)
- Jordan Phillips, giocatore di football americano statunitense (Towanda, n. 1992)
- Kenny Phillips, giocatore di football americano statunitense (Miami, n. 1986)
- Lawrence Phillips, giocatore di football americano statunitense (Little Rock - † 2016)
- Reggie Phillips, ex giocatore di football americano statunitense (Houston, n. 1960)
- Shaun Phillips, giocatore di football americano statunitense (Filadelfia, n. 1981)
- Tyre Phillips, giocatore di football americano statunitense (Grenada, n. 1997)

## Giuristi(1)
- Willard Phillips, giurista statunitense (n. 1784 - † 1873)

## Hockeisti su ghiaccio(1)
- Chris Phillips, ex hockeista su ghiaccio canadese (Calgary, n. 1978)

## Imprenditori(1)
- Sam Phillips, imprenditore, produttore discografico e disc jockey statunitense (Florence, n. 1923 - Memphis, † 2003)

## Imprenditrici(1)
- Elizabeth Magie, imprenditrice e autrice di giochi statunitense (Macomb, n. 1866 - Arlington, † 1948)

## Informatici(1)
- Paul Phillips, informatico, imprenditore e giocatore di poker statunitense (San Francisco, n. 1972)

## Lunghisti(1)
- Dwight Phillips, ex lunghista statunitense (Decatur, n. 1977)

## Matematici(1)
- Ralph Phillips, matematico statunitense (Oakland, n. 1913 - † 1998)

## Militari(3)
- Jack Phillips, ufficiale britannico (Godalming, n. 1887 - Oceano Atlantico, † 1912)
- Mark Phillips, militare e politico guyanese (Georgetown, n. 1961)
- Sidney Phillips, militare, medico e scrittore statunitense (Mobile, n. 1924 - Mobile, † 2015)

## Nobili(1)
- Peter Phillips, nobile inglese (Londra, n. 1977)

## Nuotatori(2)
- Brian Phillips, ex nuotatore canadese (Winnipeg, n. 1954)
- Tim Phillips, nuotatore statunitense (Haimhausen, n. 1990)

## Nuotatrici(1)
- Karen Phillips, ex nuotatrice australiana (n. 1966)

## Ostacolisti(2)
- André Phillips, ex ostacolista statunitense (Milwaukee, n. 1959)
- Richard Phillips, ostacolista giamaicano (Kingston, n. 1983)

## Pirati(1)
- John Phillips, pirata inglese (Bristol - Nuova Scozia, † 1724)

## Pittori(1)
- Thomas Phillips, pittore inglese (Dudley, n. 1770 - Londra, † 1845)

## Poeti(2)
- Carl Phillips, poeta statunitense (Everett, n. 1959)
- Stephen Phillips, poeta e drammaturgo inglese (Somertown, n. 1864 - Deal, † 1915)

## Politiche(1)
- Alex Phillips, politica britannica (Liverpool, n. 1985)

## Politici(4)
- Dean Phillips, politico e imprenditore statunitense (Saint Paul, n. 1969)
- Doug Phillips, politico canadese (Toronto, n. 1946)
- John Phillips, politico, diplomatico e avvocato statunitense (Leechburg, n. 1942)
- John Calhoun Phillips, politico statunitense (Vermont, n. 1870 - Flagstaff, † 1943)

## Produttori cinematografici(1)
- Lloyd Phillips, produttore cinematografico sudafricano (Città del Capo, n. 1949 - Malibù, † 2013)

## Produttori discografici(1)
- Lord Woodbine, produttore discografico, tastierista e cantante trinidadiano (Crown Point, n. 1929 - Liverpool, † 2000)

## Pugili(1)
- Verno Phillips, pugile beliziano (n. 1969)

## Rapper(3)
- Saint Jhn, rapper, cantautore e produttore discografico statunitense (Brooklyn, n. 1986)
- Jadakiss, rapper statunitense (Yonkers, n. 1975)
- Wombat, rapper e cantante australiano (Glenorchy)

## Registi(3)
- Bertram Phillips, regista e produttore cinematografico britannico
- Scott Phillips, regista, sceneggiatore e produttore cinematografico statunitense
- Todd Phillips, regista, sceneggiatore e produttore cinematografico statunitense (New York, n. 1970)

## Rugbisti a 15(4)
- Michael Phillips, rugbista a 15 britannico (Carmarthen, n. 1982)
- Matthew Phillips, ex rugbista a 15 neozelandese (Kaitaia, n. 1975)
- Ollie Phillips, rugbista a 15 britannico (Brighton, n. 1982)
- Rowland Phillips, ex rugbista a 15, ex rugbista a 13 e allenatore di rugby a 15 gallese (Carmarthenshire, n. 1965)

## Sciatori alpini(2)
- Andrew Phillips, ex sciatore alpino statunitense (n. 1989)
- Christopher Phillips, ex sciatore alpino statunitense (n. 1976)

## Scrittori(3)
- Arthur Phillips, scrittore statunitense (Minneapolis, n. 1969)
- Caryl Phillips, scrittore, drammaturgo e saggista britannico (St. Kitts, n. 1958)
- David Graham Phillips, scrittore e giornalista statunitense (Madison, n. 1867 - New York, † 1911)

## Scrittrici(2)
- Jayne Anne Phillips, scrittrice statunitense (Buckhannon, n. 1952)
- Marie Phillips, scrittrice britannica (Londra, n. 1976)

## Stiliste(1)
- Arianne Phillips, stilista e costumista statunitense (New York, n. 1963)

## Tennisti(1)
- Tripp Phillips, ex tennista statunitense (Newport News, n. 1977)

## Senza attività specificata(2)
- Joe Phillips, grafico e disegnatore statunitense (San Diego, n. 1969)
- Richard Phillips, comandante marittimo e scrittore statunitense (Winchester, n. 1955)